# NGC 7189
NGC 7189 is een balkspiraalstelsel in het sterrenbeeld Waterman. Het hemelobject werd op 12 oktober 1863 ontdekt door de Duitse astronoom Albert Marth.

## Synoniemen
- UGC 11882
- MCG 0-56-7
- ZWG 377.17
- IRAS 22007+0019
- PGC 67934